# Batalha de Santa Cruz de Tenerife (1797)

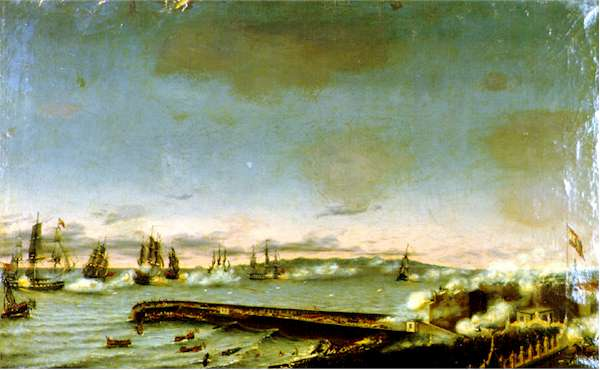
Ataque britânico em Santa Cruz de Tenerife (pintura a óleo, 1848).

A Batalha de Santa Cruz de Tenerife foi um ataque anfíbio pela Marinha Real Britânica ao porto da cidade espanhola de Santa Cruz nas Ilhas Canárias. Lançado pelo contra-almirante Horatio Nelson, em 22 de Julho de 1797, o ataque foi fortemente repelido pelas forças espanholas comandadas por Antonio Gutiérrez de Otero, resultando numa derrota para os britânicos, que se retiraram em 25 de Julho.
Do lado britânico, morreram cerca de 250 homens, 128 ficaram feridos e 300 capturados, de uma força total de 4 000 homens; do lado espanhol, cerca de 1 700 homens, pereceram apenas 30, ficando feridos 30. O próprio Nelson ficaria gravemente ferido num braço, que acabou por ser amputado.